# 纳米基 (卢特里尼堂区)
纳米基是拉脱维亚薩爾杜斯市鎮卢特里尼堂区的村庄。村庄位于堂区东南部靠近拉脱维亚P108高速公路的位置，同时也处在代努河的沿岸。该村庄距离堂区的行政中心卢特里尼村1.5 km（0.93 mi），距离薩爾杜斯镇议会厅9 km（5.6 mi），距离里加市125 km（78 mi）。
该村庄是在第二次世界大战后苏联政府为填海造陆而设立。在苏联时期，村庄设有一个俱乐部和图书馆，如今这些设施被改建为一个夜总会。